# László Szabados
László Szabados (ur. 11 kwietnia 1911 w Suboticy, zm. 28 kwietnia 1992 w Budapeszcie) – węgierski pływak, medalista igrzysk olimpijskich i mistrzostw Europy.

## Kariera sportowa
III Mistrzostwa Europy w Paryżu w 1931 były prawdziwym tryumfem węgierskich kraulistów. Szabados został mistrzem w sztafecie 4 × 200 metrów stylem dowolnym, gdzie płynął na drugiej zmianie.
Jedyny raz na igrzyskach wystartował w Los Angeles w 1932. Na tych igrzyskach Szabados zdobył brązowy medal w sztafecie 4 × 200 m stylem dowolnym, w której płynął na drugiej zmianie.
Szabados reprezentował barwy budapeszteńskiego klubu Újpesti TE.